# Andrei Wladimirowitsch Tolstoi

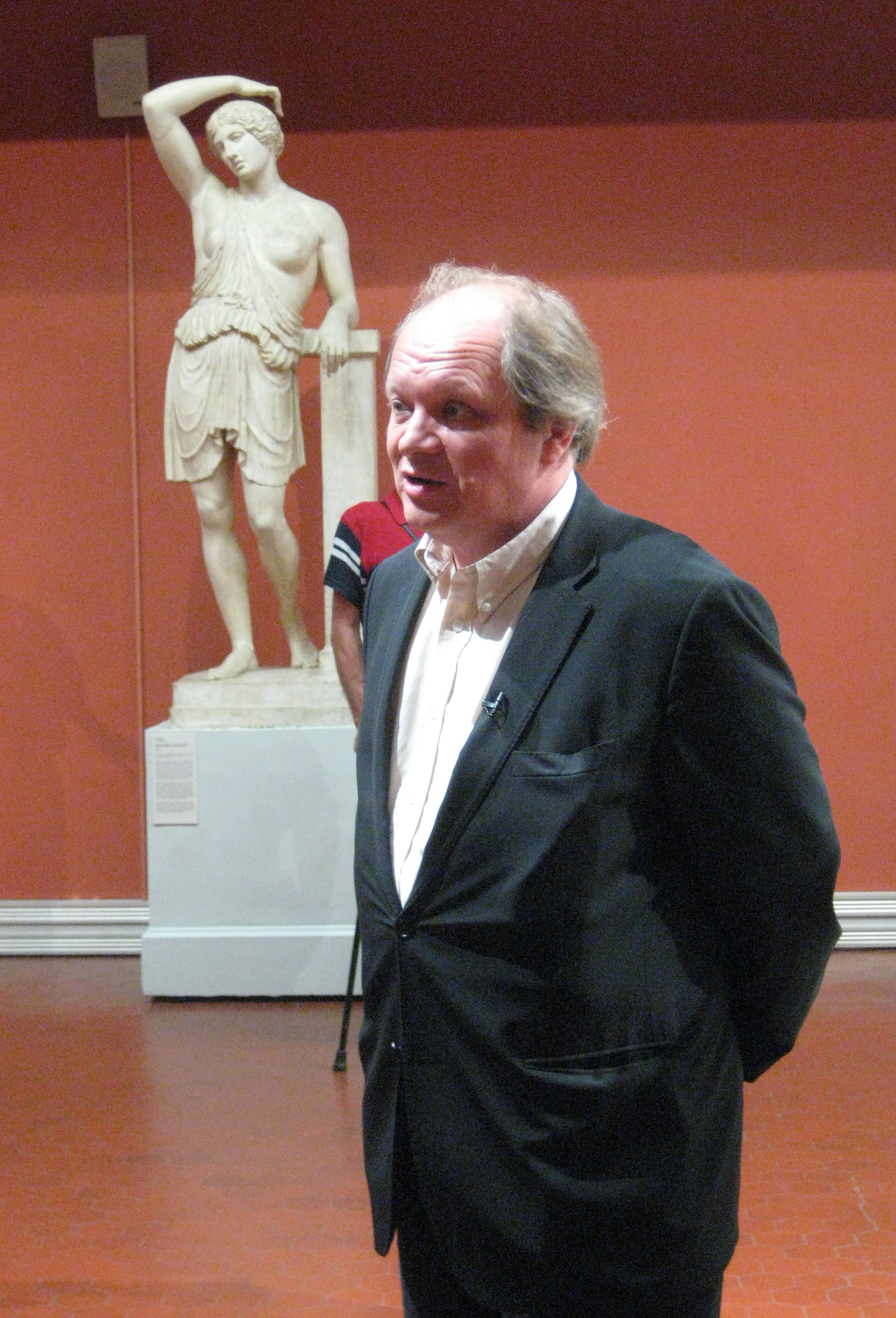
Andrei Tolstoi (2012)

Andrei Wladimirowitsch Tolstoi (russisch Андре́й Владими́рович Толсто́й; * 27. Dezember 1956 in Moskau; † 11. Februar 2016 ebenda) war ein russischer Kunsthistoriker.

## Leben
Tolstoi entstammte dem verzweigten russischen Adelsgeschlecht Tolstoi. 1979 graduierte er in Kunstgeschichte an der Lomonossow-Universität Moskau; 2002 wurde er promoviert. 2003 erfolgte die Ernennung zum Professor am Moskauer Architektur-Institut und 2009 zum Professor am Moskauer Kunstinstitut Surikov (Московский государственный академический художественный институт имени В. И. Сурикова). Er lehrte zudem am Moskauer Institut für Europäische Kulturstudien (IEK) (Институт европейских культур).
Tolstoi war Direktor des Forschungsinstituts für Theorie und Geschichte der bildenden Künste, einer Einrichtung der Russischen Akademie der Künste. Er war Mitglied der Russischen Akademie der Künste sowie Präsidiumsmitglied der Akademie.
Tolstoi war Experte für russische Malerei des 20. Jahrhunderts und die Kunst russischer Emigranten. Er engagierte sich für die Kommunikation russischer und ausländischer Kunstschaffender und veröffentlichte mehrere Bücher.

## Veröffentlichungen
- mit Evgenija Sergeeva, Marina Petrova Čegodaeva, Evgenija Nikolaevna, Natalia Černyšova: The Artist Annamukhamed Zaripov and his Collection XX century. Russian Museum / Gosudarstvennyj Russkij Muzej, St. Petersburg  / : Palace Edition Europe, Bad Breisig 2009 (Originaltitel: Chudožnik Annamuchamed Zaripov i ego kollekcija XX vek. übersetzt von James Waddell), Ausstellungskatalog, ISBN 978-3-940761-34-7 (englisch).